# جزیره سائوتومه
جزیره سائوتومه (به انگلیسی: São Tomé Island) بزرگترین جزیره کشور سائوتومه و پرنسیپ محسوب می‌شود

## خصوصیات
جزیره سائوتومه ۸۵۴ کیلومترمربع مساحت و ۱۵۷٬۰۰۰ نفر جمعیت دارد